# Liste der Baudenkmale in Norden – Außenbezirke
Die Liste der Baudenkmale in Norden – Außenbezirke enthält die nach dem Niedersächsischen Denkmalschutzgesetz geschützten Baudenkmale in der ostfriesischen Gemeinde Norden. Die Quelle der Baudenkmale ist der Denkmalatlas Niedersachsen. Der Stand der Liste ist der 6. April 2024.

## Allgemein
In den Spalten befinden sich folgende Informationen:
- Lage: die Adresse des Baudenkmales und die geographischen Koordinaten. Kartenansicht, um Koordinaten zu setzen. In der Kartenansicht sind Baudenkmale ohne Koordinaten mit einem roten Marker dargestellt und können in der Karte gesetzt werden. Baudenkmale ohne Bild sind mit einem blauen Marker gekennzeichnet, Baudenkmale mit Bild mit einem grünen Marker.
- Bezeichnung: Bezeichnung des Baudenkmales
- Beschreibung: die Beschreibung des Baudenkmales. Unter § 3 Abs. 2 NDSchG werden Einzeldenkmale und unter § 3 Abs. 3 NDSchG Gruppen baulicher Anlagen und deren Bestandteile ausgewiesen.
- ID: die Objekt-ID des Baudenkmales
- Bild: ein Bild des Baudenkmales, ggf. zusätzlich mit einem Link zu weiteren Fotos des Baudenkmals im Medienarchiv Wikimedia Commons. Wenn man auf das Kamerasymbol klickt, können Fotos zu Baudenkmalen aus dieser Liste hochgeladen werden:

## Lintelermarsch
| Lage                                         | Bezeichnung                  | Beschreibung | ID       | Bild           |
| -------------------------------------------- | ---------------------------- | --- | -------- | -------------- |
| Osterlooger Weg 9 53° 38′ 20″ N, 7° 12′ 2″ O | Landarbeiterhaus             | Kleines Landarbeiterhaus mit eingerücktem Wohnteil, nach Westen abgeschleppt. Wi-Giebel mit Stalltür. Unverändert erhalten, z. Zt. leerstehend. Um 1880/90.                   | 34334304 | BW             |
| Westerloog 4 53° 37′ 37″ N, 7° 11′ 42″ O     | Westerlooger Grashaus, ehem. | Doppelwohnhaushälfte. Im Kern 16. Jh., 1869 umgebaut, 1927 verputzt. | 34334389 | BW             |
| Westerloog 4 53° 37′ 38″ N, 7° 11′ 43″ O     | Scheune                      | Gulfscheune. Nach NO an Wohnhaus angebaut. Ende 19. Jh.; Gerüst und Gebäudeumriss erhalten.                                                                                   | 34334421 | BW             |
| Westerloog 4 53° 37′ 37″ N, 7° 11′ 38″ O     | Graft                        | | 34334650 | BW             |
| Westerloog 5 53° 37′ 37″ N, 7° 11′ 41″ O     | Westerlooger Grashaus, ehem. | Doppelwohnhaushälfte. Im Kern 16. Jh., 1869 umgebaut. | 34334451 | BW             |
| Westerloog 5 53° 37′ 38″ N, 7° 11′ 42″ O     | Scheune                      | Gulfscheune. Nach NO an Wohnhaus angebaut. 18. Jh., in Bau- und Raumstruktur kaum verändert.                                                                                  | 34334482 | BW             |
| Tunnelstraße 53° 37′ 19″ N, 7° 9′ 34″ O      | Rettungsschuppen (Museum)    | Ehem. Rettungsschuppen der Dt. Gesellschaft zur Rettung Schiffbrüchiger. Kleiner lisenengegliederter Ziegelbau, verputzt, mit betontem Traufgesims unter Satteldach. 1885/90. | 34334360 | Weitere Bilder |

## Leybuchtpolder
| Lage                                         | Bezeichnung                            | Beschreibung | ID       | Bild |
| -------------------------------------------- | -------------------------------------- | --- | -------- | ---- |
| Störtebeker Riede 53° 30′ 6″ N, 7° 9′ 32″ O  | Schoonorther Polderdeich               | | 34334101 | BW   |
| Störtebeker Riede 53° 30′ 14″ N, 7° 9′ 44″ O | Schoonorther Polderdeich (Deichschart) | | 34334275 | BW   |
| Störtebeker Riede 53° 31′ 10″ N, 7° 7′ 48″ O | Gedenkstein                            | 1950 zur Erinnerung an den Bau des Störtebekerdeiches von 1947–50 auf der Deichkrone errichtet, in der Art eines neubarocken Giebelaufsatzes mit Inschriftensteinen. | 34334129 | BW   |

## Neuwesteel
| Lage                                                       | Bezeichnung                         | Beschreibung | ID       | Bild |
| ---------------------------------------------------------- | ----------------------------------- | --- | -------- | ---- |
| Am Leydeich 53° 32′ 32″ N, 7° 8′ 36″ O                     | Leybuchtsiel (Klappbrücke)          | | 34334956 | BW   |
| Am Leydeich 53° 32′ 33″ N, 7° 8′ 36″ O                     | Leybuchtsiel (Sielanlage)           | In Klinker u. Werkstein errichtete Sielanlage in originalem Zustand von 1928/29.                                                            | 34334743 | BW   |
| Groß-Schulenburger Polderweg 1 53° 32′ 42″ N, 7° 11′ 32″ O | Gulfhaus                            | Backsteinbau mit 2-gesch. Wohnteil. Blockrahmen- und Schiebefenster erhalten. Wi-Teil im Norden mit Erweiterung. 1859.                      | 34334805 | BW   |
| Groß-Schulenburger Polderweg 1 53° 32′ 43″ N, 7° 11′ 30″ O | Backhaus                            | | 34334991 | BW   |
| Groß-Schulenburger Polderweg 3 53° 32′ 9″ N, 7° 11′ 27″ O  | Gulfhaus                            | Backsteinbau mit 2-gesch. Wohnteil. Gusseiserne Rundbogenfenster. Um 1860. Wi-Teil auf Nord-Seite mit Erweiterung von 1905.                 | 34334834 | BW   |
| Kreitlappereiweg 5 53° 31′ 28″ N, 7° 11′ 11″ O             | Gulfhaus (Kl. Schulenburger Polder) | Backsteinbau mit 2-gesch. Wohnteil unter Walmdach. Blockrahmen- und OG Klappfenster. Eingang an Giebelseite. Nördliche Traufwand neu. 1842. | 34334777 | BW   |
| Leysander Polder 3 53° 33′ 37″ N, 7° 11′ 34″ O             | Addinggaster Sielhaus               | Backsteinbau mit 2-gesch. Wohnteil unter Walmdach. Blockrahmen- und OG Klappfenster. Eingang an Giebelseite. Nördliche Traufwand neu. 1842. | 34346184 | BW   |

## Ostermarsch
| Lage                                      | Bezeichnung                       | Beschreibung | ID       | Bild |
| ----------------------------------------- | --------------------------------- | --- | -------- | ---- |
| Landstraße 7 53° 38′ 37″ N, 7° 13′ 32″ O  | Steinhaus (Petersbörg / Sleenhus) | Kreuzelwerk. Südteil mit Gewölbekeller und Upkammer, Ziegel in Klosterformat; Nordteil 2-geschossig. Kamin u. Butzen entfernt. Im Kern 16. Jh.; Gulfscheunenanbau mit Zwischentrakt 18. Jh. | 34345717 | BW   |
| Landstraße 7 53° 38′ 37″ N, 7° 13′ 30″ O  | Gulfscheune                       | | 34346045 | BW   |
| Landstraße 11 53° 38′ 56″ N, 7° 13′ 45″ O | Gulfhaus (Altendeich)             | Gut erhaltener Ziegelbau unter Satteldach m. abgewalmtem Wi-Giebel. 2-gesch. Wohnteil mit verdachten Segmentbogenfenstern. Um 1890.                                                         | 34345689 | BW   |
| Landstraße 26 53° 38′ 50″ N, 7° 14′ 23″ O | Kriegerdenkmal                    | Ehrenmal für die Gefallenen der beiden Weltkriege. In Hauswand eingelassene Sandsteintafel m. Namensinschriften. Davor aus Naturstein angelegte Treppe mit seitlichem Pflanzenbeet.         | 34345825 | BW   |
| Landstraße 28 53° 38′ 38″ N, 7° 13′ 49″ O | Gulfhaus                          | Gut erhaltener, schlichter Ziegelbau unter Satteldach. Wi-Giebel m. halbrunden Gusseisenfenstern. Wohnteil mit Segmentbogenfenstern. Um 1880.                                               | 34345747 | BW   |
| Landstraße 39 53° 39′ 0″ N, 7° 15′ 7″ O   | Domäne Ostermarscher Grashaus     | | 34345938 | BW   |
| Landstraße 39 53° 39′ 0″ N, 7° 15′ 6″ O   | Gulfscheune                       | | 34345963 | BW   |
| Landstraße 56 53° 38′ 53″ N, 7° 14′ 38″ O | Gulfhaus (Hof Uhlenwarf)          | Ziegelbau unter Halbwalmdach in ruinösem Zustand. 1-gesch. Wohnteil mit Upkammer, Blockrahmen und Schiebefenster überwiegend erhalten. Anfang 19. Jh.                                       | 34345848 | BW   |
| Landstraße 56 53° 38′ 52″ N, 7° 14′ 40″ O | Hofwurt                           | | 34346018 | BW   |
| Marschweg 3 53° 37′ 55″ N, 7° 12′ 50″ O   | Gulfhaus (Sieltocht)              | Großes Gulfhaus mit zweigeschossigem Wohnteil des frühen 19. Jhs. und Scheunenteil von ca. 1935. Landschaftsprägende Lage auf umgräfteter Wurt.                                             | 34345878 | BW   |
| Marschweg 3 53° 37′ 54″ N, 7° 12′ 51″ O   | Wurt                              | | 34345988 | BW   |

## Süderneuland I
| Lage                                               | Bezeichnung                             | Beschreibung | ID       | Bild           |
| -------------------------------------------------- | --------------------------------------- | --- | -------- | -------------- |
| Am Fridericiussiel 5 53° 35′ 20″ N, 7° 12′ 53″ O   | Onno Behrends Tee                       | Langgestreckter 2½-gesch. Putzbau unter Flachdach. Strenge Fassadengliederung mit Lisenen. Kleinteilige Fenster. Über dem Eingang Reliefplatte mit Jahreszahl. 1925. | 34346239 |                |
| Bahnhofstraße 53° 35′ 10″ N, 7° 13′ 19″ O          | Bahnhof Norden, Stellwerk "Ns"          | Stellwerkstation auf eingeschossigem Ziegelunterbau. Durchfenstertes FW-OG unter Walmdach. Stellwerk-Mechanik noch in Betrieb. Um 1925. | 34346707 | BW             |
| Bahnhofstraße 1 53° 35′ 24″ N, 7° 12′ 51″ O        | Windmühle (Deichmühle)                  | 4-stöckiger Galerieholländer. Ziegelrumpf auf oktogonalem Grundriss mit Durchfahrt. 1900. | 34346268 | Weitere Bilder |
| Bahnhofstraße 1 53° 35′ 24″ N, 7° 12′ 51″ O        | Windmühle (Deichmühle)(Maschinenhaus)   | Ziegelbau mit älterem Dieselgenerator. | 34346347 | BW             |
| Bahnhofstraße 1 53° 35′ 23″ N, 7° 12′ 52″ O        | Windmühle (Deichmühle)(Magazin)         | 3½-gesch. Magazinbau. | 34346323 | BW             |
| Bahnhofstraße 1 53° 35′ 24″ N, 7° 12′ 52″ O        | Windmühle (Deichmühle)(Müllerhaus)      | | 34346300 | BW             |
| Bahnhofstraße 1 53° 35′ 23″ N, 7° 12′ 52″ O        | Windmühle (Deichmühle)(Dieselgenerator) | | 34346999 | BW             |
| Bahnhofstraße 2 53° 35′ 23″ N, 7° 12′ 54″ O        | Wohnhaus                                | 1-gesch. Massivbau mit Drempel. Wandflächen aus weißen Ziegeln mit rot abgesetzten Gliederungs- und Zierelementen. Um 1895. | 34346372 |                |
| Bahnhofstraße 2 53° 35′ 23″ N, 7° 12′ 53″ O        | Scheunenanbau                           | 1-gesch. Massivbau mit Drempel. Wandflächen aus weißen Ziegeln mit rot abgesetzten Gliederungs- und Zierelementen. Um 1895. | 34346945 | BW             |
| Bahnhofstraße 9 53° 35′ 19″ N, 7° 13′ 0″ O         | Wohnhaus                                | Freistehender 2-gesch. Ziegelbau unter überstehendem Walmdach. Gesimszonen und Fensterrahmungen in Putz. Über Eingang Balkon auf Säulen gestützt. Um 1905. | 34346399 |                |
| Bahnhofstraße 10 53° 35′ 19″ N, 7° 13′ 1″ O        | Wohnhaus                                | 1-gesch.giebelständiger Ziegelbau unter Satteldach. Lisenengliederung u. Ziegelziersetzung. Gusseiserner Balkon. Um 1895. | 34346425 |                |
| Bahnhofstraße 10 53° 35′ 18″ N, 7° 13′ 0″ O        | Scheunenanbau                           | | 34346972 | BW             |
| Bahnhofstraße 23 53° 35′ 12″ N, 7° 13′ 13″ O       | Wohnhaus                                | Eineinhalbgeschossiger, verputzter Massivbau auf hohem KG. Ziegelgedecktes Schopfwalmdach, traufständig zur Bahnhofstraße. Links flacher, zweigeschossiger Risalit mit polygonalem Standerker im EG und Schwebegiebel mit ornamental durchbrochenen Schmuckbrettern. Standerker ursprünglich mit Austritt im OG. Rechts zurückgesetzter eingeschossiger Eingangsvorbau mit Freitreppe. Rechte Fensterachsen nachträglich zu liegendem Format zusammengefasst. Vorgarten. Erbaut wohl zu Anfang 20. Jh. | 50202899 | BW             |
| Bahnhofstraße 24 53° 35′ 11″ N, 7° 13′ 13″ O       | Wohnhaus (‚Schöningh’sches Haus‘)       | Freistehender 1-/2-gesch. Ziegelbau mit geputzten Gliederungselementen. Gut erhaltener Wintergarten. Um 1905. | 34346452 |                |
| Bahnhofstraße 25 53° 35′ 11″ N, 7° 13′ 14″ O       | Wohnhaus                                | Eckhaus zum Addingaster Weg. Traufständiger, eineinhalbgeschossiger und fünfachsiger Ziegelbau unter ziegelgedecktem Satteldach. Rechts an der Ecke zwei Achsen breiter, risalitartiger Vorsprung mit Schwebegiebel und ornamental durchbrochenen Schmuckbrettern. Gliederung durch zeittypische Ziegelziersetzungen als Geschossgesims sowie in den Brüstungsfeldern und Segmentbogenstürzen der Fenster. Vorgarten. Erbaut wohl Ende 19. oder Anfang 20. Jh.                                         | 50203086 | BW             |
| Bahnhofstraße 26 53° 35′ 10″ N, 7° 13′ 15″ O       | Wohnhaus                                | 1½-gesch. Ziegelbau m. geputzten Gliederungselementen aus d.frühen 20. Jh.; Raumstruktur erhalten: aufwendige Steinfußböden, bauzeitliche Treppe, Kachelöfen und Wand-/Deckenstuckatur. | 34346856 | BW             |
| Bahnhofstraße 27 53° 35′ 10″ N, 7° 13′ 16″ O       | Wohnhaus                                | Zweigeschossiger, fünfachsiger, verputzter Massivbau unter nachträglich errichtetem Mansardzeltdach. Bauzeitlich Flachdach mit hoher, stuckverzierter Attikazone. Erdgeschosszone mit zentralem Eingang durch Rustizierung plastisch durchbildet. Fenster der Beletage im OG durch Geschoss- und Fenstergesims, verkröpftes Kranzgesims und Eckpilaster gerahmt und durch Bänder miteinander verbunden. Vorgarten. Erbaut wohl Ende 19. oder Anfang 20. Jh.                                            | 50203300 | BW             |
| Bahnhofstraße 28 53° 35′ 9″ N, 7° 13′ 16″ O        | Wohnhaus                                | | 34346483 |                |
| Bahnhofstraße 29 53° 35′ 9″ N, 7° 13′ 17″ O        | Wohnhaus                                | Zweigeschossiger, geschlämmter Ziegelbau auf hohem Sockel. Schopfwalmdach traufständig zur Bahnhofstraße, von dort mittiger Zugang mit Freitreppe. Links flacher Seitenrisalit mit Schopfwalmgiebel, davor zweigeschossiger, polygonaler Standerker. Gliederungselemente wie Sockel und Gesimsbänder in Putz abgesetzt. Fensterstürze rustiziert. Rückwärtiger Anbau. Erbaut wohl Ende 19. oder Anfang 20. Jh.                                                                                         | 50203414 | BW             |
| Pekelheringer Weg 53° 34′ 17″ N, 7° 12′ 1″ O       | Gulfhaus (Pekelhering)                  | 2-gesch. unterkellerter Wohnteil (verputzt). Rundbogenfenster mit Verdachungen. Insgesamt gut erhalten. Um 1865. | 34346508 | BW             |
| Pekelheringer Weg 53° 34′ 15″ N, 7° 12′ 4″ O       | Garten                                  | | 34346886 | BW             |
| Raiffeisenstraße 53° 35′ 16″ N, 7° 12′ 40″ O       | Addinggaster Fridericus-Siel            | Vom Norder Tief abgehängte Anlage. Ziegeltonnengewölbe mit Sandsteinquaderecken. Sandsteinbrüstungen mit volutenähnlichen Endsteinen. In westlicher Brüstung Inschriftentafel. 1776. | 34346537 | BW             |
| Raiffeisenstraße 1a 53° 35′ 24″ N, 7° 12′ 47″ O    | Wohn-/ Wirtschaftsgebäude               | 1-gesch. Wohnhaus mit angebautem Stallteil in Ziegelbauweise. Wohngiebel verputzt. Um 1870.1776. | 34346566 | BW             |
| Wurzeldeicher Straße 43 53° 34′ 0″ N, 7° 12′ 35″ O | Addinggaster Grashaus (Domäne)          | Domänenneubau von 1911. Innen und außen nahezu im originalen Zustand erhalten. | 34346738 | BW             |

## Süderneuland II
| Lage                                           | Bezeichnung           | Beschreibung | ID       | Bild |
| ---------------------------------------------- | --------------------- | --- | -------- | ---- |
| Am Bahndamm 53° 35′ 20″ N, 7° 13′ 7″ O         | Lokschuppen           | Ziegelbau mit großen Tor- u. Fensteröffnungen zwischen Mauerpfeilern, im Süden mit Aufsätzen. Profiliertes Traufgesims. Öffnungen z. T. zugemauert. Um 1890.                       | 34346209 |      |
| Bundesstraße 22 53° 33′ 49″ N, 7° 14′ 44″ O    | Gulfhaus (Hof Gerdes) | Backsteinbau mit Stilelementen des beginnenden 19. Jh.; nördliche Traufseite des Wi-Teils erneuert. 1903.                                                                          | 34346592 | BW   |
| Bundesstraße 22 53° 33′ 50″ N, 7° 14′ 46″ O    | Garten                | | 34346917 | BW   |
| Bundesstraße 25 53° 33′ 31″ N, 7° 15′ 9″ O     | Gulfhaus              | Parallel zur Straße stehender, gut erhaltener großer Ziegelbau mit 2-gesch. Wohnteil. Verdachte Segmentbogenfenster. Um 1900.                                                      | 34346622 | BW   |
| Nadörster Straße 8 53° 33′ 46″ N, 7° 16′ 10″ O | Gulfhaus              | Backsteinbau in gutem Zustand mit geringen Veränderungen der Fensterformen. 1-gesch. unterkellerter Wohnteil mit Upkammer. 1809.                                                   | 34346622 | BW   |
| Ölmühlenweg 30 a 53° 35′ 28″ N, 7° 13′ 9″ O    | Müllerhaus (Ölmühle)  | 2-gesch. mit umgebauter Mühle verbundener Ziegelbau unter Satteldach. EG Korbbogenfenster, OG Blockrahmenfenster. Ostgiebel mit Bekrönung u. ornamentierten Traufsteinen. Um 1800. | 34346680 | BW   |

## Westermarsch I
| Lage                                               | Bezeichnung                     | Beschreibung | ID       | Bild |
| -------------------------------------------------- | ------------------------------- | --- | -------- | ---- |
| Altendeichsweg 53° 33′ 53″ N, 7° 8′ 18″ O          | Straßenbrücke (Neulander Tief)  | Einbogige Brücke über das Neulander Tief mit Brüstung in Backstein von 1897.                                                                                                | 34347185 | BW   |
| Altendeichsweg 3 53° 34′ 50″ N, 7° 10′ 49″ O       | Gastmarscher Sielhaupt          | Brüstungssteine der beiden Sielhäupter. Inschriftlich gefasste Sandsteinquader, 1758 (i).                                                                                   | 51455416 | BW   |
| Altendeichsweg 38 53° 33′ 39″ N, 7° 7′ 24″ O       | Gulfhaus                        | 2-gesch. Wohnteil mit Abschleppung. Giebel mit Blockrahmenfenster u. Giebelbekrönung. 1791, Nordtraufe Ende 19. Jh.; Scheune m. Quereinfahrt, um 1900.                      | 34347211 | BW   |
| An den Kolken 3 53° 33′ 40″ N, 7° 9′ 19″ O         | Hofanlage Meyer zu Hörste       | | 34337115 | BW   |
| An den Kolken 3 53° 33′ 40″ N, 7° 9′ 15″ O         | Graft                           | | 34337398 | BW   |
| Buschhauser Drift 1 53° 34′ 2″ N, 7° 10′ 33″ O     | Gulfhaus (Hof Belvedere)        | Ehem. Gutshof der Manninga. 1-gesch. Wohnteil mit erhaltenem Giebeldreieck. 1716; EG um 1900 erneuert. Wi-Teil um 1920.                                                     | 34347273 | BW   |
| Buschhauser Drift 1 53° 34′ 5″ N, 7° 10′ 34″ O     | Graft                           | | 34348014 | BW   |
| Buschhauser Drift 2 53° 33′ 48″ N, 7° 10′ 46″ O    | Gulfhaus (Friederikenpolder)    | Backsteinbau mit 2-gesch. Wohnteil. Fassadengliederung und Fensterformen weitestgehend erhalten. Um 1880.                                                                   | 34347245 | BW   |
| Westermarscher Straße 53° 34′ 47″ N, 7° 9′ 20″ O   | Straßenbrücke (Langhauser Tief) | Brücke über das Langhauser Tief. Ziegelgewölbe von 1875. | 34347330 | BW   |
| Westermarscher Straße 1 53° 35′ 5″ N, 7° 10′ 19″ O | Gulfhaus (Hof Großlanghaus)     | 2-geschossiges, verputztes Wohnteil mit Rundbogenfenstern. Wohngiebel mit mittigem Eingang und Sandsteinwappen der Familie von Klooster. Erbaut um 1850, überformt um 1890. | 34347301 | BW   |
| Westermarscher Straße 1 53° 35′ 4″ N, 7° 10′ 21″ O | Garten                          | | 34347916 | BW   |
| Westermarscher Straße 3 53° 34′ 51″ N, 7° 9′ 51″ O | Gulfhaus (Hof Kleinlanghaus)    | 2-geschossiges, verputztes Wohnteil mit Rundbogenfenstern. Wohngiebel mit mittigem Eingang und Sandsteinwappen der Familie von Klooster. Erbaut um 1850, überformt um 1890. | 34347640 | BW   |

## Westermarsch II
| Lage                                         | Bezeichnung                                  | Beschreibung | ID       | Bild |
| -------------------------------------------- | -------------------------------------------- | --- | -------- | ---- |
| Deichstraße 21 53° 36′ 15″ N, 7° 8′ 19″ O    | Ehem. Norddeich Radio                        | 1-gesch. L-förmiger Putzbau unter flachem Satteldach. Lang gestreckter Baukörper m. eingerückten Wandflächen u. paarweiser Fensteranordnung. Giebel m. stark vertikaler Durchfensterung.    | 34347465 | BW   |
| Kugelweg 1 53° 36′ 16″ N, 7° 8′ 49″ O        | Gulfhaus                                     | Ehem. Steinhaus des 16. Jh. in neueres Gulfhaus integriert. Ostgiebel und südl. Langseite mit Resten der urspr. Fenstergliederung. Teilunterkellert.                                        | 34347514 | BW   |
| Kugelweg 1 53° 36′ 14″ N, 7° 8′ 49″ O        | Kugelwarft                                   | | 34347540 | BW   |
| Osterwarfer Weg 1 53° 36′ 3″ N, 7° 7′ 49″ O  | Landarbeiterhaus                             | Landarbeiterhaus mit quererschlossenem Wi-Teil. Ziegelbau mit reetgedecktem Wi-Teil. Wohnteil mit gusseisernen Rundbogenfenstern. Um 1880.                                                  | 34347565 | BW   |
| Tromschlag 2 53° 34′ 18″ N, 7° 5′ 40″ O      | Warft Tromschlag (Wohn-/ Wirtschaftsgebäude) | | 34347357 | BW   |
| Tromschlag 2 53° 34′ 18″ N, 7° 5′ 40″ O      | Warft Tromschlag (Warft)                     | | 34347764 | BW   |
| Ziegeleistraße 11 53° 35′ 39″ N, 7° 8′ 58″ O | Gulfhaus (Groß Grashaus)                     | Sehr großes Gulfhaus von 1909/1911 mit architektonisch anspruchsvollem Wohnteil in Jugendstilformen. Bis auf Wohnungseinbau über dem ehem. Pferdestall nahezu unverändert. Durchfensterung. | 34347591 | BW   |

## Ehemalige Baudenkmale
| Bild | Bezeichnung                                 | Lage                                                                    | Beschreibung | Bauzeit | Eingetragen seit | Denkmal- nummer  |
| ---- | ------------------------------------------- | ----------------------------------------------------------------------- | --- | ------- | ---------------- | ---------------- |
| BW   | Wohn-/Wirtschaftsgebäude (Gulfhof Ricklefs) | Süderneuland I Groß-Südercharlottenpolder 1 Karte                       | Wohl nach der Flut von 1825 neu errichtet. Originales Innengerüst, Raumgefüge und sehr schöne klassizistische Tür erhalten. Fenster verändert.                                                          |         |                  | 452019.00416     |
| BW   | Wohn-/Wirtschaftsgebäude (Gulfhof Smidt)    | Süderneuland I Groß-Südercharlottenpolder 4 Karte                       | Gerüstteile des späten 17. Jh. (wohl Erstbebauung) erhalten. Weitere Bauphasen 18. und frühes 19. Jh.; inschriftlichdatiert 1749.                                                                       |         |                  | 452019.00418     |
| BW   | Gulfhaus (Gulfhaus)                         | Ostermarsch Landstraße 9a Karte                                         | Gulfhaus des ostfriesischen Typs. Ziegelbau. Außenhaut um 1900 erneuert, nördliche Traufwand noch aus altem Mauerwerk. Wi-Teil mit Vollwalm. Türen m. Blockrahmen. Wohl noch 18. Jh.                    |         |                  | 45201900213      |
| BW   | Gulfhaus Westgaste-Mahnland                 | Westermarsch I Alleestraße 38 Flurstück: 030105-001-00082/007 Karte     | Hofwurt, Baumbestand; Gulfhaus des ostfriesischen Typs auf umgrafteter Wurt mit älterem Baumbestand. Wi-Teil wohl 1860; Wohnteil um 1912.                                                               |         |                  | 452019.00033M001 |
| BW   | Gulfhaus (Gulfhaus)                         | Westermarsch II Deichrichterweg 2 Flurstück: 030603-001-00124/001 Karte | mit: Graft; Halbumgraftetes Gulfhaus des ostfriesischen Typs mit 2-gesch. Wohnteil. Wirtschaftsteil unter Halbwalmdach mit gusseisernen Rundbogenfenster. Wohnteil mit hölzernem Wintergarten. Um 1880. |         |                  | 452019.00207M001 |